# Награды Оренбургской области
Награды Оренбургской области — награды субъекта Российской Федерации учреждённые Законодательным Собранием Оренбургской области на основании Закона Оренбургской области от 17 декабря 2010 года № 4118/948-IV-ОЗ7 «О наградах Оренбургской области и наградах органов государственной власти Оренбургской области».
Награды Оренбургской области являются формой поощрения граждан, коллективов организаций и организаций, за значительный вклад в социально-экономическое развитие Оренбургской области, большие заслуги и достижения в государственной, производственной, научно-исследовательской, социальной, культурной, общественной, благотворительной и иной деятельности.
Согласно закону, в Оренбургской области устанавливаются следующие виды наград:
- знаки;
- почётные звания;
- грамоты и благодарности (области, Губернатора, Правительства, Законодательного Собрания, председателя Законодательного Собрания).

## Перечень наград Оренбургской области
| Изображение награды                           | Наименование награды | Дата учреждения      | Правила награждения | Источник |
| --------------------------------------------- | --- | -------------------- | --- | --- |
| Знак образца 2010 года Знак образца 2016 года | Золотой знак «За заслуги перед Оренбургской областью»                                                                    | 17 декабря 2010 года | Золотой знак «За заслуги перед Оренбургской областью» является высшей наградой Оренбургской области. Золотым знаком награждаются граждане за выдающиеся достижения в государственной, научной, творческой, производственной и иной деятельности, значительный вклад в социально-экономическое, научно-техническое и культурное развитие Оренбургской области, способствующий повышению уровня жизни её жителей, имеющие стаж трудовой (служебной) деятельности не менее 20 лет. Награждение Золотым знаком производится при наличии у гражданина, представленного к награждению, Почётной грамоты Оренбургской области. Лицу, награжденному Золотым знаком, вручается удостоверение обладателя Золотого знака и выплачивается единовременная денежная премия. Награждение Золотым знаком производится один раз в год — в день образования Оренбургской области — 7 декабря. Количество награжденных Золотым знаком не может превышать трех человек в календарный год. | Закон Оренбургской области от 17 декабря 2010 года № 4118/948-IV-ОЗ7 «О наградах Оренбургской области и наградах органов государственной власти Оренбургской области» --- Указ Губернатора Оренбургской области от 5 декабря 2016 года № 702-ук «О реализации закона...»                                                  |
|                                               | Почётное звание «Почётный гражданин Оренбургской области» --- (Нагрудный знак «Почётный гражданин Оренбургской области») | 17 декабря 2010 года | Почётного звания «Почётный гражданин Оренбургской области» удостаиваются граждане, получившие широкую известность и признание населения Оренбургской области, внесшие значительный вклад в развитие Оренбургской области, повышение её авторитета в Российской Федерации и за рубежом, имеющие стаж трудовой (служебной) деятельности не менее 25 лет и награждённые Почётной грамотой Оренбургской области, а также граждане, совершившие героический поступок, проявившие мужество, смелость, отвагу. Лицу, удостоенному почётного звания, вручаются нагрудный знак «Почётный гражданин Оренбургской области», удостоверение почётного гражданина Оренбургской области и выплачивается единовременная денежная премия. Лицо, удостоенное почётного звания, имеет право публичного ношения нагрудного знака. Присвоение почётного звания производится один раз в год — в день образования Оренбургской области — 7 декабря. Количество граждан, удостоенных почётного звания, не может превышать трех человек в календарный год. | Закон Оренбургской области от 17 декабря 2010 года № 4118/948-IV-ОЗ7 «О наградах Оренбургской области и наградах органов государственной власти Оренбургской области» |
|                                               | Почётная грамота Оренбургской области                                                                                    | 17 декабря 2010 года | Почётной грамотой Оренбургской области награждаются граждане за большие заслуги в государственной, муниципальной, производственной, научно-исследовательской, социально-культурной, общественной деятельности, в подготовке высококвалифицированных кадров, воспитании подрастающего поколения, имеющие награды органов государственной власти Оренбургской области. Лицам, награждённым Почётной грамотой, выплачивается единовременная денежная премия. Для лиц, награждённых Почётной грамотой предусмотрены меры социальной поддержки, предусмотренные Законами Оренбургской области «О ветеранах труда Оренбургской области» и «О мерах социальной поддержки ветеранов труда, граждан, приравненных к ветеранам труда, и лиц, проработавших в тылу в период с 22 июня 1941 года по 9 мая 1945 года не менее шести месяцев, исключая период работы на временно оккупированных территориях СССР, либо награждённых орденами и медалями СССР за самоотверженный труд в период Великой Отечественной войны». | Закон Оренбургской области от 17 декабря 2010 года № 4118/948-IV-ОЗ7 «О наградах Оренбургской области и наградах органов государственной власти Оренбургской области» |
|                                               | Знак отличия «За содействие специальной военной операции»                                                                | 1 ноября 2023 года   | Знаком отличия «За содействие специальной военной операции» награждаются граждане и организации, внёсшие значительный вклад в осуществление мероприятий, связанных с российским вторжением на Украину на территориях Украины, Донецкой Народной Республики, Луганской Народной Республики, Запорожской области и Херсонской области. Лицу, награжденному знаком отличия «За содействие специальной военной операции», вручаются знак отличия «За содействие специальной военной операции», удостоверение обладателя знака отличия «За содействие специальной военной операции». | Закон Оренбургской области от 17 декабря 2010 года № 4118/948-IV-ОЗ7 «О наградах Оренбургской области и наградах органов государственной власти Оренбургской области» --- Закон Оренбургской области от 1 ноября 2023 года № 864/354-VII-ОЗ «О внесении изменений...» ---                                                 |
|                                               | Знак отличия «За наставничество»                                                                                         | 26 октября 2022 года | Знак отличия «За наставничество» является наградой органа исполнительной власти Оренбургской области, учреждаемой в целях поощрения государственных гражданских служащих Оренбургской области в аппарате Губернатора и Правительства Оренбургской области осуществляющих наставничество из числа внесших значительный вклад в развитие наставничества, оказывающих содействие молодым специалистам в успешном овладении ими профессиональными знаниями, навыками и умениями, в их профессиональном становлении и достигших высоких показателей при осуществлении наставничества. К награждению Знаком отличия в аппарате представляются государственные гражданские служащие: - замещающие должность государственной гражданской службы в аппарате не менее пяти лет; - имеющие опыт наставнической деятельности не менее трех лет. | Закон Оренбургской области от 17 декабря 2010 года № 4118/948-IV-ОЗ7 «О наградах Оренбургской области и наградах органов государственной власти Оренбургской области» --- Закон Оренбургской области от 26 октября 2022 года № 508/186-VII-ОЗ «О внесении изменений...» --- Положение о знаке отличия «За наставничество» |
|                                               | Почётный знак «За заслуги в организации выборов»                                                                         | 21 октября 2013 года | Почётный знак Избирательной комиссии Оренбургской области «За заслуги в организации выборов» является высшей наградой Избирательной комиссии Оренбургской области. С представлением к награждению Почётным знаком могут выступать председатель, заместитель председателя, секретарь Избирательной комиссии Оренбургской области, члены Избирательной комиссии Оренбургской области, а также территориальные избирательные комиссии Оренбургской области, избирательные комиссии муниципальных образований городских округов и муниципальных районов Оренбургской области. Почётным знаком награждаются члены Избирательной комиссии Оренбургской области, работники её Аппарата, члены других избирательных комиссий, внесшие значительный вклад в организацию и проведение выборов, развитие избирательной системы Оренбургской области. Почётным знаком могут награждаться представители органов государственной власти, иных государственных органов, а также организаций, оказавшие активное содействие и существенную помощь в организации и проведении избирательных кампаний в Оренбургской области. К награждению почётным знаком представляются лица, непосредственно участвовавшие в подготовке и проведении не менее четырех федеральных избирательных кампаний или не менее трех федеральных и пяти региональных избирательных кампаний и имеющие Почётную грамоту Избирательной комиссии Оренбургской области. Повторное награждение почётным знаком не производится. | Постановление Избирательной комиссии Оренбургской области от 21 октября 2013 года № 87/593-5 «О системе наград и поощрений Избирательной комиссии Оренбургской области» --- Геральдика Избирательной комисии Оренбургской области                                                                                         |
|                                               | Памятная медаль «Дети войны»                                                                                             | 29 апреля 2021 года  | Памятная медаль «Дети войны» является памятным нагрудным знаком, который вручается от имени Губернатора Оренбургской области гражданам Российской Федерации проживающим в Оренбургской области, которые родились в период с 3 сентября 1927 года по 3 сентября 1945 года. Вместе с памятной медалью вручается удостоверение к памятной медали. Списки лиц, которым вручается памятная медаль, формируются министром социального развития Оренбургской области и утверждаются Губернатором Оренбургской области. Вручение памятной медали осуществляется, как правило, в торжественной обстановке. Памятная медаль носится на левой стороне груди. При наличии государственных или ведомственных наград памятная медаль располагается после них. Повторное вручение памятной медали не допускается. | Указ губернатора Оренбургской области от 29 апреля 2021 года № 206-ук «Об учреждении памятной медали "Дети войны"» --- |

## Награды города Оренбурга
Награды города Оренбурга — муниципальные награды города Оренбурга используемые (наряду с наградами Оренбургской области) для награждения преимущественно жителей областного центра.
Награды учреждаются Решениями Оренбургского городского Совета и утверждаются Главой города Оренбурга.
Городские награды являются формой поощрения граждан и организаций за заслуги в экономике, совершенствование системы городского самоуправления, жилищно-коммунального хозяйства, науке, культуре, спорте, искусстве, военной службе и иные заслуги перед городом Оренбургом.
| Изображение награды                                   | Наименование награды                                                                                    | Дата учреждения      | Правила награждения | Источник |
| ----------------------------------------------------- | --- | -------------------- | --- | --- |
|                                                       | Звание «Почётный гражданин города Оренбурга» ––– (Нагрудный знак «Почётный гражданин города Оренбурга») | 21 декабря 2017 года | Звание «Почётный гражданин города Оренбурга» присваивается Оренбургским городским Советом персонально, пожизненно гражданам Российской Федерации, иностранным гражданам и лицам без гражданства. Основаниями для присвоения Звания являются: - Вклад в развитие города Оренбурга, повышение его роли и авторитета в регионе, России и на международной арене как политического, культурного, промышленного, индустриального, научного центра; - Долговременная и устойчивая известность среди жителей города Оренбурга в эффективной благотворительной деятельности; - Совершение мужественных(ого) поступков(а) во благо города Оренбурга и его жителей; - Особый вклад в дело подготовки высококвалифицированных кадров, воспитание подрастающего поколения, духовное и нравственное развитие общества, поддержание законности и правопорядка, защиту прав человека; - Особый вклад в становление и развитие местного самоуправления, развитие межрегиональных и международных связей, способствующих повышению престижа города Оренбурга на всероссийском и международном уровнях; - Особый вклад в развитие и совершенствование городского хозяйства и его инфраструктуры, строительства и благоустройства города, в том числе в развитие производственной сферы, реформирование промышленного производства, организацию выпуска конкурентоспособной, высококачественной продукции, способствовавший повышению престижа города Оренбурга; - Особый вклад в нравственное, духовное, физическое, патриотическое воспитание, просвещение и образование подрастающего поколения (молодежи), в том числе: - Участие и победы коллектива воспитанников во всероссийских, международных мероприятиях, фестивалях, конкурсах, спортивных соревнованиях; - Многолетний плодотворный труд по выявлению и поддержке талантов и дарований, развитию индивидуальных способностей подрастающего поколения; - Авторитет лица у жителей города Оренбурга, приобретенный длительной культурной, научной, политической, хозяйственной, спортивной и иной деятельностью с выдающимися результатами для Российской Федерации, Оренбургской области и (или) города Оренбурга, а также за общественную деятельность, которая получила всероссийское или международное признание. | Решение Оренбургского городского Совета от 21 декабря 2017 года № 459 «Об утверждении Положения "О муниципальных наградах города Оренбурга"»                              |
| Медаль I степени Медаль II степени                    | Медаль «За заслуги перед Оренбургом» I и II степени                                                     | 21 декабря 2017 года | Медалью «За заслуги перед Оренбургом» награждаются по решению Оренбургского городского Совета граждане Российской Федерации, иностранные граждане и лица без гражданства. Основаниями награждения медалью являются особо выдающиеся заслуги связанные с развитием Оренбурга, высокие достижения в муниципальной, государственной, производственной, научно-исследовательской, социально-культурной, общественной и благотворительной деятельности, позволившей существенным образом улучшить условия жизни жителей Оренбурга, а также заслуги в подготовке высококвалифицированных кадров, воспитании подрастающего поколения, поддержания законности и правопорядка, значительный вклад в развитие международного сотрудничества города Оренбурга. Медаль имеет две степени. Высшей степенью медали является I степень. При наличии заслуг к награждению медалью: - II степени представляются лица, ранее награжденные муниципальными наградами, и проработавшие в соответствующей отрасли не менее 15 лет; - I степени представляются лица, ранее награжденные медалью II степени, за новые особо выдающиеся заслуги перед Оренбургом. Лицу, награждённому медалью «За заслуги перед Оренбургом», вручаются: медаль установленного образца и удостоверение о награждении медалью. | Решение Оренбургского городского Совета от 21 декабря 2017 года № 459 «Об утверждении Положения "О муниципальных наградах города Оренбурга"»                              |
| Медаль I степени Медаль II степени Медаль III степени | Медаль «За добросовестную службу» I, II и III степени                                                   | 21 декабря 2017 года | Медалью «За добросовестную службу» награждаются по решению Оренбургского городского Совета граждане Российской Федерации и иностранные граждане, замещающие (в том числе ранее замещавшие) должность в соответствии с Уставом муниципального образования «город Оренбург», муниципальные и государственные служащие, а также сотрудники органов охраны правопорядка города Оренбурга, работники организаций образования, культуры, здравоохранения, социальной защиты, жилищно-коммунального хозяйства. Награждение медалью «За добросовестную службу» производится за безупречную многолетнюю службу, конкретные заслуги, принесшие существенную пользу городу Оренбургу и его жителям. Медаль «За добросовестную службу» имеет три степени. Высшей степенью медали является I степень. При наличии заслуг к награждению медалью «За добросовестную службу»: - III степени — представляются лица, добросовестно и безупречно прослужившие не менее 10 календарных лет; - II степени — представляются лица, добросовестно и безупречно прослужившие 15 лет и награжденные медалью «За добросовестную службу» III степени; - I степени — представляются лица, добросовестно и безупречно прослужившие 20 и более лет и награжденные медалью «За добросовестную службу» II степени. Лицу, награжденному медалью «За добросовестную службу», вручаются: медаль установленного образца и удостоверение о награждении медалью. | Решение Оренбургского городского Совета от 21 декабря 2017 года № 459 «Об утверждении Положения "О муниципальных наградах города Оренбурга"»                              |
|                                                       | Муниципальные почётные звания города Оренбурга --- (Нагрудный знак к муниципальному почётному званию)   | 21 декабря 2017 года | На основании решения Оренбургского городского Совета гражданам Российской Федерации, иностранным гражданам и лицам без гражданства могут быть присвоены следующие Муниципальные почётные звания города Оренбурга: - Заслуженный архитектор города Оренбурга; - Заслуженный работник бытового обслуживания населения города Оренбурга; - Заслуженный работник жилищно-коммунального хозяйства города Оренбурга; - Заслуженный работник здравоохранения города Оренбурга; - Заслуженный работник культуры города Оренбурга; - Заслуженный работник промышленности города Оренбурга; - Заслуженный работник связи города Оренбурга; - Заслуженный работник сельского хозяйства города Оренбурга; - Заслуженный работник социальной защиты населения города Оренбурга; - Заслуженный работник торговли города Оренбурга; - Заслуженный работник транспорта города Оренбурга; - Заслуженный строитель города Оренбурга; - Заслуженный учитель города Оренбурга; - Заслуженный экономист города Оренбурга; - Заслуженный юрист города Оренбурга; - Заслуженный работник физической культуры города Оренбурга; - Заслуженный работник пожарной охраны города Оренбурга; - Заслуженный энергетик города Оренбурга; - Заслуженный работник газовой промышленности города Оренбурга; - Заслуженный финансист города Оренбурга; - Почётный меценат города Оренбурга; - Заслуженный работник средств массовой информации города Оренбурга. Лицу, которому присвоено Муниципальное почётное звание, вручаются: нагрудный знак установленного образца, применительно для каждого вида муниципального почётного звания, и удостоверение о присвоении муниципального почётного звания. | Решение Оренбургского городского Совета от 21 декабря 2017 года № 459 «Об утверждении Положения "О муниципальных наградах города Оренбурга"»                              |
|                                                       | Почётная грамота города Оренбурга --- (Нагрудный знак к почётной грамоте)                               | 21 декабря 2017 года | По решению Оренбургского городского Совета Почётной грамотой города Оренбурга награждаются граждане Российской Федерации, иностранные граждане и лица без гражданства. Лица, награждённые Почётной грамотой, разово премируются денежной суммой за счёт ассигнований, выделяемых на эти цели по смете расходов по обеспечению деятельности Администрации города Оренбурга. Лицам, награждённым Почётной грамотой, вручаются: Почётная грамота и нагрудный знак установленного образца. Основаниями для награждения Почётной грамотой, являются заслуги в содействии проведению социально-экономической политики в городе Оренбурге, развитию местного самоуправления, осуществлению мер по развитию экономики, науки и культуры, образования, охраны здоровья, жизни и прав граждан и иные заслуги. | Решение Оренбургского городского Совета от 21 декабря 2017 года № 459 «Об утверждении Положения "О муниципальных наградах города Оренбурга"»                              |
|                                                       | Муниципальный знак «Знак дружбы города Оренбурга»                                                       | 21 декабря 2017 года | На основании постановления Главы города Оренбурга муниципальным знаком города Оренбурга «Знак дружбы города Оренбурга» награждаются граждане Российской Федерации, иностранные граждане и лица без гражданства за особые заслуги в укреплении мира, дружбы, сотрудничества и взаимопонимания между народами, за плодотворную деятельность по сближению и взаимообогащению культур наций и народностей, за активную деятельность по сохранению, приумножению и популяризации культурного и исторического наследия муниципального образования «город Оренбург», за большой вклад в реализацию крупных экономических проектов и привлечение инвестиционных средств в экономику муниципального образования «город Оренбург», за развитие сотрудничества во внешнеэкономических, культурных, социально-политических связях с муниципальным образованием «город Оренбург». Лицу, награждённому знаком, вручаются: нагрудный знак установленного образца и удостоверение о награждении знаком «Знак дружбы города Оренбурга». | Решение Оренбургского городского Совета от 21 декабря 2017 года № 459 «Об утверждении Положения "О муниципальных наградах города Оренбурга"» --- О порядке награждения... |
|                                                       | Муниципальный знак «Человек года»                                                                       | 21 декабря 2017 года | На основании постановления Администрации города Оренбурга муниципальным знаком города Оренбурга «Человек года» награждаются граждане Российской Федерации, иностранные граждане и лица без гражданства, получившие общественное признание профессиональных достижений в экономической, социальной, творческой, спортивной и общественной деятельности и иных заслуг на благо города Оренбурга. Лицу, награждённому знаком, вручается: нагрудный знак «Человек года» и диплом о награждении знаком «Человек года». Порядок принятия решения о награждении, порядок оформления диплома о награждении, описание знака и диплома о награждении, порядок вручения знака «Человек года» устанавливаются постановлением Администрации города Оренбурга. | Решение Оренбургского городского Совета от 21 декабря 2017 года № 459 «Об утверждении Положения "О муниципальных наградах города Оренбурга"» --- О порядке награждения... |
|                                                       | Муниципальный знак «Отцовская слава»                                                                    | 21 декабря 2017 года | На основании постановления Администрации города Оренбурга муниципальным знаком города Оренбурга «Отцовская слава» награждаются граждане Российской Федерации, иностранные граждане и лица без гражданства — отцы полных или неполных (где отец является единственным родителем) семей, воспитывающие трех и более детей, в том числе усыновлённых (удочерённых), принятых под опеку, попечительство или в приёмную семью. Лицу, награждённому знаком «Отцовская слава», вручается: нагрудный знак «Отцовская слава» установленного образца, диплом и удостоверение о награждении знаком «Отцовская слава». Порядок принятия решения о награждении, порядок оформления диплома о награждении, описание знака «Отцовская слава» и удостоверения к нему, порядок вручения знака «Отцовская слава» устанавливаются постановлением Администрации города Оренбурга. | Решение Оренбургского городского Совета от 21 декабря 2017 года № 459 «Об утверждении Положения "О муниципальных наградах города Оренбурга"» --- О порядке награждения... |
|                                                       | Муниципальный знак «Медаль "Материнство"»                                                               | 21 декабря 2017 года | На основании постановления Администрации города Оренбурга муниципальным знаком «Медаль "Материнство"» награждаются граждане Российской Федерации, иностранные граждане и лица без гражданства — матери полных или неполных семей, воспитывающие трех и более детей, в том числе усыновлённых (удочерённых), принятых под опеку, попечительство или в приемную семью. Лицу, награждённому муниципальным знаком «Медаль "Материнство"», вручаются: нагрудный знак «Медаль "Материнство"» установленного образца, диплом и удостоверение о награждении. Порядок принятия решения о награждении, порядок оформления диплома о награждении, описание муниципального знака «Медаль "Материнство"» и удостоверения к нему, порядок вручения муниципального знака «Медаль "Материнство"» устанавливаются постановлением Администрации города Оренбурга. | Решение Оренбургского городского Совета от 21 декабря 2017 года № 459 «Об утверждении Положения "О муниципальных наградах города Оренбурга"» --- О порядке награждения... |
|                                                       | Юбилейная медаль «В память 270-летия основания города Оренбурга»                                        | 16 мая 2013 года     | Юбилейной медалью «В память 270-летия основания города Оренбурга» награждаются Почётные граждане города; граждане, награждённые медалью «За заслуги перед Оренбургом» I степени; Герои Российской Федерации; Герои Социалистического Труда; полные кавалеры ордена Славы; полные кавалеры ордена Трудовой Славы; граждане, имеющие почётные звания города Оренбурга; граждане, внесшие своим трудом значительный вклад в развитие общественной и социально-экономической жизни, в количестве 1000 человек. Награждение производится на основании постановления Главы города Оренбурга. Лицу, награждённому юбилейной медалью, вручаются: медаль установленного образца и удостоверение о награждении юбилейной медалью. Юбилейная медаль «В память 270-летия основания города Оренбурга» не является основанием для предоставления социальных и иных льгот её обладателю. | Решение Оренбургского городского Совета от 16 мая 2013 года № 607 «О юбилейной медали "В память 270-летия основания города Оренбурга"» ---                                |